# Manuela Sáenz

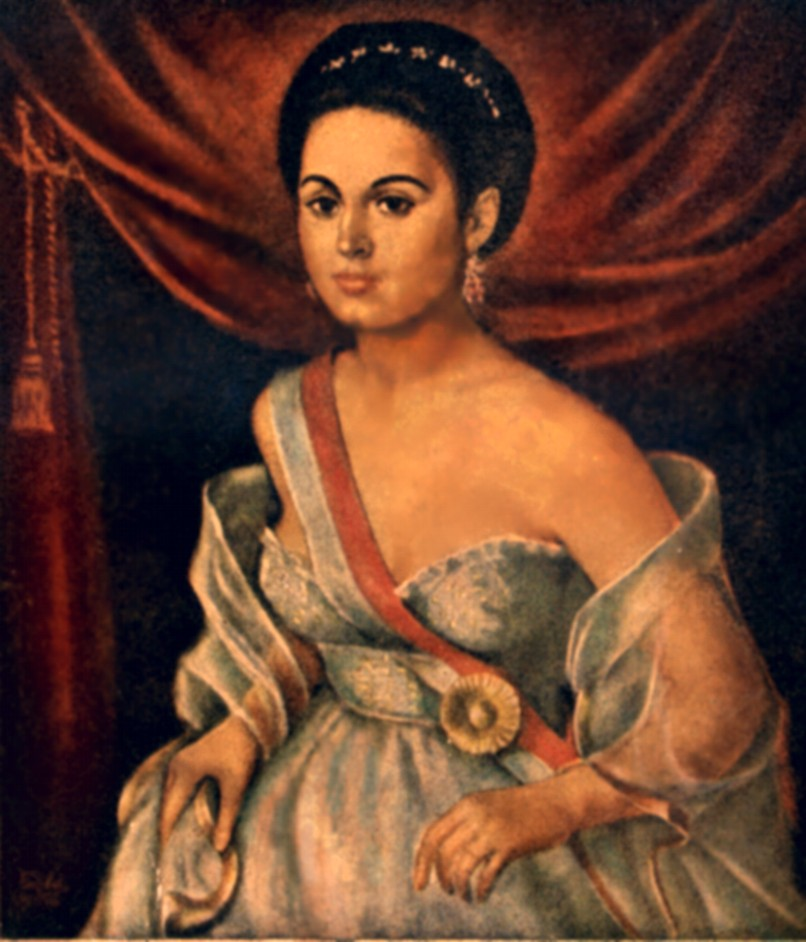
Manuela Sáens Thorne

Manuela Sáenz, född 27 december 1797, död 23 november 1856, var en aristokrat från Ecuador som räknas som en av Bolivias frihetshjältar.  

## Biografi
Manuela Sáenz var illegitim dotter till en spansk adelsman och uppfostrades i klosterskola. Hon blev år 1817 bortgift med den förmögne affärsmannen James Thorne och flyttade till Peru, där hon deltog i det aristokratiska sällskapslivet i Lima.
1822 inledde hon ett förhållande med Simon Bolivar, övergav sin make och följde Bolivar till Bogotá i Colombia där de öppet levde tillsammans fram till Bolivars död 1830. Hon räddade Bolivars liv under ett attentat 1828 och kallades därefter "Libertadora del libertador" ("Befriarens befriare").  
Efter Bolivars död 1830 förvisades Sáenz från Colombia av hans efterträdare, och levde därefter i fattigdom till sin död.  

## Eftermäle
Sáenz roll i revolutionen var allmänt förbisedd efter hennes död, fram till slutet av 1900-talet. Men idag är hon känd som en feministisk symbol för och en av hjältarna i Ecuadors frihetskamp.
2010 begravdes hon i den nationella panteungraven för nationens hjältar. En staty har rests över henne. 